# ریکو کوسامورا
ریکو کوسامورا (به ژاپنی: 草村礼子، Reiko Kusamura) (زادهٔ ۵ ژوئیهٔ ۱۹۴۰) هنرپیشه اهل ژاپن است که در هجدهمین جشنواره فیلم یوکوهاما برندهٔ بهترین جایزهٔ بازیگر نقش مکمل زن شده‌است.